# В неволі, в самоті немає…
«В неволі, в самоті немає…» — вірш Тараса Шевченка, написаний 1848 року на Косаралі.

## Написання
Збереглося два чистові автографи вірша: у «Малій книжці»; у «Більшій книжці». Автографи не датовано. Вірш датується за місцем автографа у «Малій книжці» серед творів 1848 року та часом зимівлі Аральської описової експедиції в 1848—1849 роках на Косаралі, орієнтовно: кінець вересня — грудень 1848-го, Косарал.
Автограф, з якого вірш переписано до «Малої книжки», не відомий. До «Малої книжки» Шевченко переніс твір під № 56 у дев'ятому зшитку за 1848 рік, орієнтовно наприкінці 1849-го — на початку 1850 року (до арешту 23 квітня), з виправленнями в двох рядках. У 1858 році, не раніше 18 березня і не пізніше 22 листопада, він переписав вірш з «Малої книжки» до «Більшої книжки», піддавши його значній редакторській обробці (зокрема і скороченню), внаслідок чого твір набув більшої виразності й стислості. При переписуванні Шевченко пропустив і потім вписав рядок 14.
Відомі нам списки вірша походять від автографів та друкованих джерел. «Більша книжка» є джерелом списку П. О. Куліша кінця 1850-х — початку 60-х років, у кількох рядках якого (3, 6, 14, 15) є відхилення від автографа, що постали, очевидно, внаслідок помилок при списуванні. Найімовірніше, з «Малої книжки» вірш було переписано до рукописного списку невідомої особи з окремими виправленнями Шевченка кінця 1850-х років, що належав Л. М. Жемчужникову і не зберігся. Деякі відміни цього списку подав О. Я. Кониський. Більшість відзначених ним відмін у поезії «В неволі, в самоті немає…» збігаються з текстом «Малої книжки», рядок 5 ідентичний текстові «Більшої книжки», відміни в рядках 2 («Нема з ким думу поєднать») та 4 («Щоб з ким хоч серцем розмовлять»), очевидно, виникли внаслідок помилок при переписуванні твору з «Малої книжки».

## Публікація
Вірш вперше надруковано за «Більшою книжкою» з помилкою в рядку 10 («марно» замість «хмарно») в журналі «Основа» (1862, № 7, стор. 7).
Вперше вірш введено до зібрання творів у виданні: «Кобзарь Тараса Шевченка / Коштом Д. Е. Кожанчикова» (СПб., 1867, стор. 584), де його опубліковано за «Більшою книжкою», і того ж року до видання: «Поезії Тараса Шевченка» (Львів, 1867, том 1, стор. 244), в якому твір друкувався за «Основою» — з помилкою в рядку 10 («марно» замість «хмарно»).
Від першодруку в «Основі» (1862, № 7, стор. 7) походять списки: у збірці «Сочинения Т. Г. Шевченка» 1862 року, у рукописних «Кобзарях» — 1865 рік, переписаному Д. Демченком, 1866-го, другої половини XIX століття тощо.

## Сюжет
Вірш пройнятий глибоким трагізмом. Тема неволі розкривається тут передусім як тема самотності. Доля засланця, відсутність листів від друзів, одноманітність життєвих вражень під час довгої зимівлі на Косаралі часом викликали в поета дещо перебільшене почуття своєї самотності й сумні настрої.